# I Wanna Be Your Lover
I Wanna Be Your Lover is een single van Prince' tweede album Prince uit 1979. Het nummer was Prince' eerste hitsingle en werd herhaaldelijk op de radio geplugd. Daarmee bereikte het nummer in 1979 de eerste plaats in de R&B-singles-hitlijst van Amerika. Het nummer wist de 11e plaats in de Billboard Hot 100 te bereiken.
Het gerucht ging dat dit nummer door Prince is geschreven voor de zangeres Patrice Rushen. In het nummer wordt beschreven dat de lyrische-ik dan wel niet zo financieel succesvol kan zijn als andere mannen, maar wél welwillend is om de tegenspeelster van de lyrische-ik te behagen.
Muzikaal gezien is het nummer een funknummer met een prominente rol voor de basgitaar en synthesizers. Het nummer opent met een riff op het keyboard waarbij een ondersteunende rol is weggelegd voor de gitaar. Het nummer wordt afgesloten met een uitgebreid instrumentaal coda.
De B-kant van de single voor de V.S. was het nummer My Love Is Forever van Prince' debuutalbum For You. De single uitgegeven in het Verenigd Koninkrijk was Prince' debuutsingle voor dat land. De single bevatte als B-kant Just as Long as We're Together, ook van zijn debuutalbum.

## Covers en gebruik in de media
- I Wanna Be Your Lover werd in 1994 gecoverd door de Australische tweeling Gayle & Gillian Blakeney.
- Ook is te horen in de aflevering The Second Coming uit de HBO-serie The Sopranos.